# Centralförbundet för alkohol- och narkotikaupplysning
Centralförbundet för alkohol- och narkotikaupplysning (CAN) är ett nationellt kompetenscentrum inom ANDT-området med uppdrag är att sprida kunskap om konsumtions- och skadeutvecklingen av alkohol och andra droger i samhället. Detta görs genom undersökningar, sammanställningar och forskning, men även via kunskapshöjande insatser, bland annat driver CAN ungdomswebbplatsen Drugsmart.com och ger ut tidskriften Alkohol & Narkotika.
Större återkommande nationella undersökningar är Skolelevers drogvanor, Monitormätningarna och Vanor och konsekvenser. 
CAN är en del av civilsamhället med omkring 50 medlemsorganisationer. CAN:s styrelse utses av Forskningsrådet för hälsa, arbetsliv och välfärd (Forte), Vetenskapsrådet, Folkhälsomyndigheten, Socialstyrelsen och Årsmötet där medlemsorganisationerna finns representerade. Regeringen utser ordförande och vice ordförande.

## Historik
24-25 augusti 1901 bildades Centralförbundet för nykterhetsundervisning bland ungdomen på initiativ av folkskolläraren Johan Ahlén. Organisationen kallades oftast Centralförbundet för nykterhetsundervisning (CFN) och förebilden var den engelska Band of Hope-rörelsen som hade fokus på nykterhetsundervisning i skolorna. 1906 startade CFN:s bibliotek sin verksamhet och 1907 började tidskriften Tirfing ges ut. 1970 ändrades namnet till Centralförbundet för alkohol- och narkotikaupplysning.
2018 stängde CAN:s bibliotek.

## Medlemsorganisationer
- Alkoholpolitiskt forum
- Arbetarnas bildningsförbund (ABF)
- FAS-föreningen
- Föreningen Sveriges Socialchefer (FSS)
- Föräldraalliansen i Sverige
- Hassela Solidaritet
- Hela människan
- IOGT-NTO
- Junis
- Kvinnoorganisationernas Samarbetsråd i Alkohol- och Narkotikafrågor (KSAN)
- Lions Clubs International
- Motorförarnas Helnykterhetsförbund (MHF)
- MHF Ungdom
- Nykterhetsrörelsens bildningsverksamhet (NBV)
- Nykterhetsrörelsens scoutförbund (NSF)
- Riksförbundet anhöriga mot droger
- Riksförbundet för fältarbete (RIF)
- Riksförbundet för hjälp åt narkotika- och läkemedelsberoende (RFHL)
- Riksförbundet Föräldraföreningen Mot Narkotika (FMN)
- Rappare I Samverkan (RIS)
- Riksförbundet Hem och Skola (RHS)
- Riksförbundet mot alkohol- och narkotikamissbruk (RFMA)
- Riksförbundet Narkotikafritt Samhälle (RNS)
- Riksförbundet SIMON. Sveriges Invandrare Mot Narkotika
- Riksföreningen för alkoholmottagningar (RAM)
- Riksidrottsförbundet (RF)
- RIKSKRIS
- Studieförbundet Bilda
- Svenska Frisksportförbundet (SFF)
- Svenska narkotikapolisföreningen (SNPF)
- Svenska Sällskapet för Nykterhet och Folkuppfostran
- Sveriges Akademikers nykterhetsförbund (SAN)
- Sveriges Blåbandsförbund (SBF)
- Sveriges Blåbandsungdom (SBU)
- Sveriges Kommuner och Landsting
- Sveriges Lärares Nykterhetsförbund (SLN)
- Sällskapen Länkarnas Riksförbund
- Tjänstemännens centralorganisation (TCO)
- Ungdomens nykterhetsförbund (UNF)